# Fondazione Biblioteca Morcelli - Pinacoteca Repossi
La fondazione Biblioteca Morcelli - Pinacoteca Repossi è una organizzazione culturale italiana comprendente una biblioteca e una pinacoteca con sede a Chiari.

## Storia della biblioteca
Stefano Antonio Morcelli, bibliotecario presso il cardinale Albani a Roma e celebre epigrafista, fu parroco di Chiari (1791-1821) dove intraprese numerose iniziative finalizzate al rilancio della vita religiosa e culturale della città.
È con lui che ha inizio una seria di donazioni di beni librari, e poi anche museali, che andrà costituendo il patrimonio dell'attuale Fondazione.
Nel 1817, quattro anni prima di morire, Morcelli sottoscrive un Atto di donazione con cui lega alla Congregazione della carità la sua "biblioteca con i relativi attrezzi di legname a vantaggio della studiosa gioventù di questo Comune".
Il progetto di sistemazione della sala, ove trasferire la Biblioteca di Morcelli,  viene affidato ad Antonio Vigliani; nel 1822 si organizza il trasporto degli scaffali e della biblioteca dall'abitazione di Morcelli alla nuova sede, sotto la sovrintendenza di don Antonio Tommaso Begni, insegnante del ginnasio che ricoprirà il ruolo di bibliotecario per vent'anni, fino al 1842.
Il gesto di Morcelli è l’atto che ha dato vita alla Biblioteca, denominata, in suo onore, Morcelliana che, in due secoli di storia, si è costantemente arricchita ed è divenuta una delle più cospicue ed interessanti raccolte librarie della Lombardia: il suo patrimonio consta di circa 70.000 volumi a stampa (tra cui una sessantina di incunaboli e un migliaio di cinquecentine), centinaia di manoscritti e di pergamene.

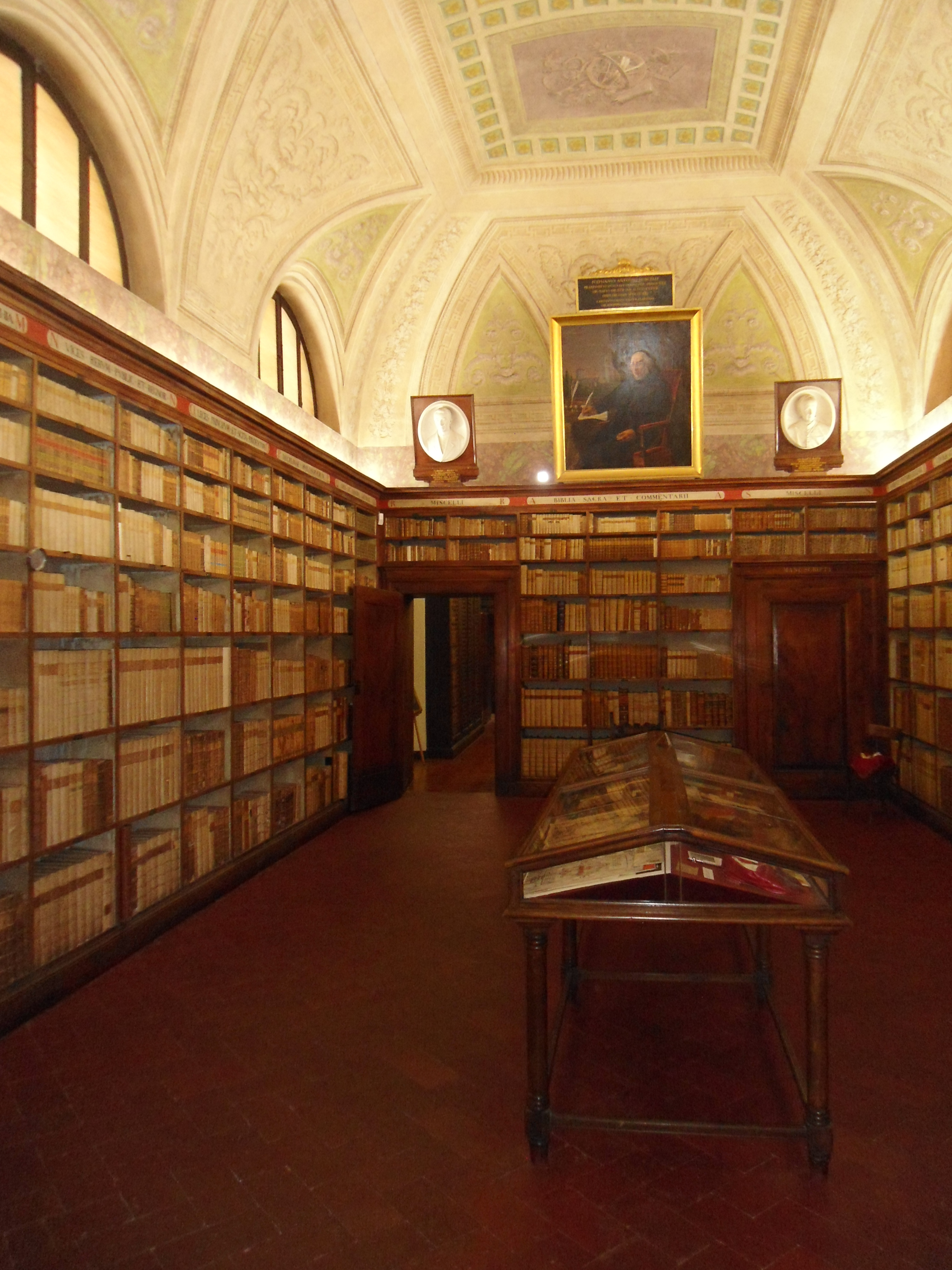
Salone Morcelli con la biblioteca di Stefano Antonio Morcelli

### Patrimonio librario
Aperta al pubblico dal 1817, dapprima nella casa di Stefano Antonio Morcelli e, dopo la sua morte (1821), nell’attuale sede in Via Varisco 9, ampliatasi nel tempo per successivi lasciti di Fondi librari assai cospicui e interessanti (Fondo Begni e Ricci; Fondo Cavalli; Fondo Rota; Fondo Varisco; Fondo Funazzi; Fondo Parinetto), consta oggi di circa 70.000 volumi a stampa (60 incunaboli; migliaia di cinquecentine e seicentine; importanti edizioni del ‘700 e ‘800) e centinaia di manoscritti. Occupa undici sale del Palazzo della fondazione;  suggestivo, in particolare, il salone Morcelli eretto nel 1821/22 su progetto dell’architetto Vigliani: alti scaffali lignei, colmi di eleganti volumi, ricoprono totalmente le pareti, su cui sembrano vegliare il prevosto Pietro Faglia (che ha donato il palazzo per costruire scuole pubbliche) e don Tomaso Begni e don Faustino Bocchi, i primi bibliotecari.  Domina su tutti Stefano Antonio Morcelli, che sembra volersi staccare dal grande ritratto di Rottini per abbracciare i “suoi amati” libri e gli studiosi che ne fanno ancor oggi saggio uso. Anche le altre sale della biblioteca si connotano, oltre che per le edizioni rare,  legature in pelle e pergamena, i decori dei dorsi e le incisioni frontespizi, per un arredo e scaffali d’epoca.

## Storia della pinacoteca

### Origini
Nel 1854 Pietro Bartolomeo Repossi (Binasco 1776- Chiari 1854), avvocato e insegnante di lettere presso il Ginnasio clarense, lascia, per volontà testamentaria, la sua raccolta di dipinti, sculture e incisioni alla Biblioteca Morcelliana: è l’origine dell’attuale pinacoteca che, proprio in suo ricordo e onore, è denominata “Pinacoteca Repossi”.

#### Patrimonio
La Pinacoteca conserva, tutela e valorizza opere varie per cronologia, materiale e tecnica, stili e autori: 300 sculture (dal sec. XVI al contemporaneo), 400 dipinti che spaziano dal sec. XV (affreschi di antiche chiesette clarensi) al secolo XXI; oltre tremila incisioni (secc. XV-XXI), tra cui la rarissima e splendida stampa di Antonio Pollaiolo: “La battaglia degli iignudi”;  oltre 800 calchi di medaglie e cammei in gesso; medaglie commemorative in oro, argento e bronzo; mobili, porcellane e cineserie pregiate. 

Fra le sculture splendide le opere neoclassiche del ravennate Gaetano Matteo Monti:  “Igea” e “Angelica e Medoro”; al secolo XV risale la scultura lignea di Clemente Tortelli: “Dio Padre”. 
Fra i dipinti si annoverano tele di pittori dell’area lombardo-veneta (tra c ui un “Ecce homo” attr. a Tiziano), ma anche tele seicentesche attribuite a Diego Velasquez e a David Teniers il giovane.
Collezione di icone Giordano Scalvi

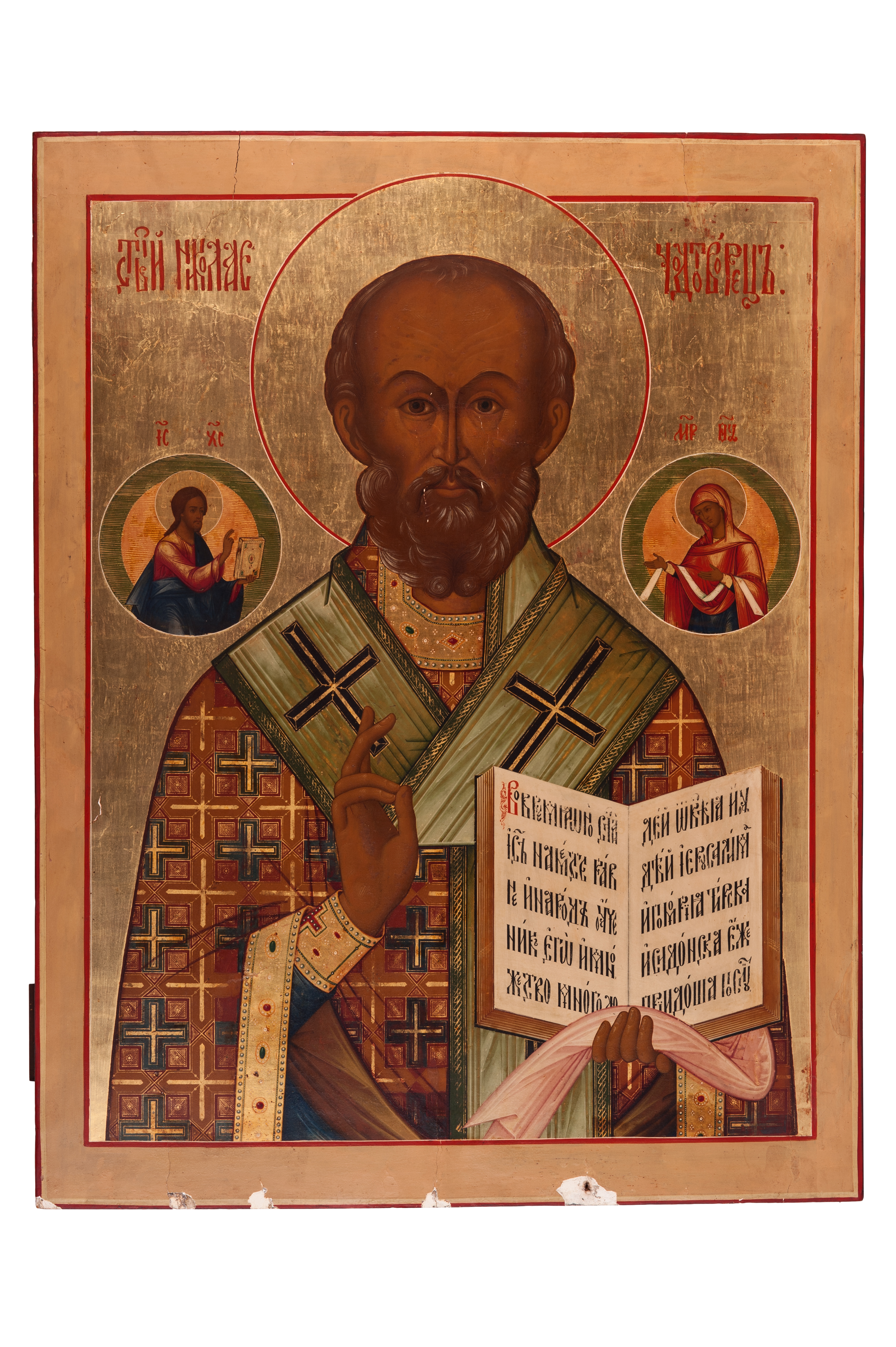
San Nicola Taumaturgo, ultimo quarto del XIX secolo

Costituita da 61 icone, è stata ereditata nel 2012 dalla Fondazione Biblioteca Morcelli-Pinacoteca Repossi per lascito testamentario della signora Liliana Giordano Scalvi.
Si tratta di opere varie per scuola iconografica, qualità formale, tipologia, epoca, dimensioni e tecnica. La maggior parte (49) sono opere di iconografi russi: provenienti dalle Scuole iconografiche della Russia moderna (con tavole realizzate a Mosca, San Pietroburgo, Palech, Guslicy, Mstera, Pskov, Choluj e nelle regioni “provinciali” della Russia centrale e sud-occidentale), sono tuttavia presenti anche un’icona cretese (la più antica: sec. XV), tre della Grecia continentale, due della Bulgaria, tre dell’Ucraina e tre della Bielorussia.  Solo un’icona è “scritta” a piccoli riquadri in smalto su metallo, tutte le altre sono su tavola lignea (alcune ricoperte di velluto), dipinte a tempera all’uovo (44), a tempera grassa (6) e a olio (11). Numerose sono impreziosite da splendidi rivestimenti (rize e oklad) risalenti ai secoli XVII-XX, in argento cesellato e sbalzato, spesso ornato con smalti, gemme, pietre dure, vetri colorati, perline iridescenti e, talvolta, anche con tessuti di seta e fili d’oro: queste coperture, nate per proteggere il dipinto, sono diventate nel tempo veri capolavori dell’arte orafa, con punzoni dei maestri argentieri, ma anche dell’“assaggiatore”, esperto nel riconoscere il pregio dei metalli usati e il loro “titolo”.

## Archivi

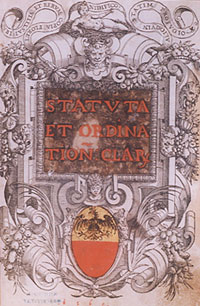
Statuta et ordinationes Clararum

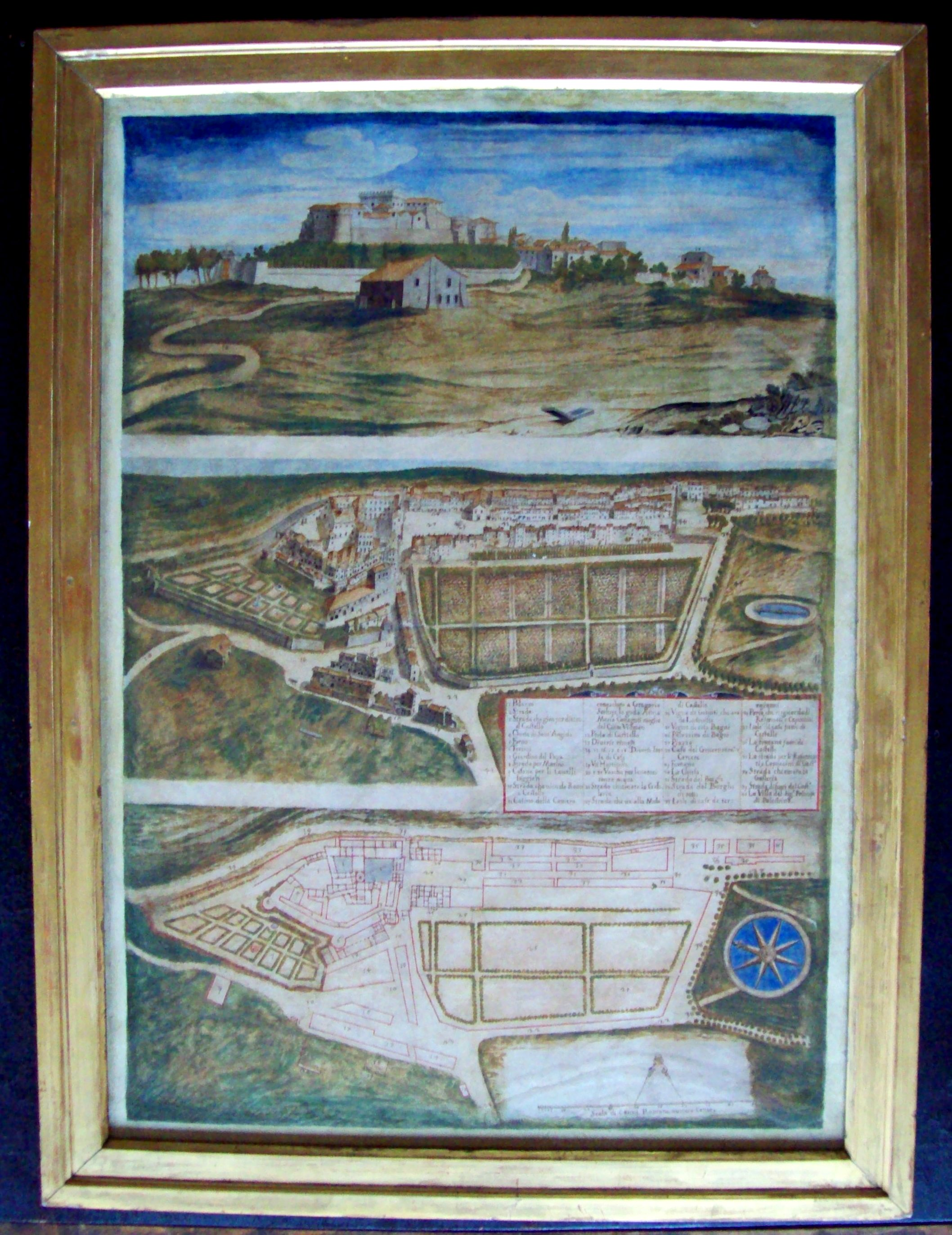
Acquerello e inchiostro su pergamena Veduta di Castelgandolfo in panorama, alzata e pianta, XVII secolo

Importanti gli archivi , pubblici e privati, conservati presso la Fondazione. Il materiale più corposo è dato dall’Archivio storico del Comune di Chiari: nell’anno 1900, infatti, su delibera del Consiglio comunale, la parte antica dell’archivio venne trasferita presso la Biblioteca Morcelliana che dal 1880 era stata eretta per Decreto regio in ente morale con la denominazione Opera Pia Ginnasio clarense – Biblioteca e Pinacoteca (oggi: Fondazione Biblioteca Morcelli Pinacoteca Repossi). Importanti per la loro consistenza e documentazione sono gli Archivi del Consorzio irriguo Seriola Vecchia (1347 - 1987) e Seriola Nuova (1347-1990). Tra gli Archivi privati , si possono consultare le carte delle più importanti famiglie clarensi dei secoli XV-XX. Fra le recenti (sec. XXI), importanti donazioni si segnalano l’Archivio del senatore Pietro Cenini e del medico-chirurgo Augusto Pellegrini.

## Casa museo Giordano-Scalvi

### Lascito
La signora Liliana Giordano vedova Scalvi (1922-2012), clarense, ha lasciato, con legato testamentario, alla Fondazione Biblioteca Morcelli-Pinacoteca Repossi i seguenti beni: “la Villa in Chiari in Viale Marconi 7, con giardino e parco e con tutti i pregevoli mobili ed arredi, quadri, servizi da tavola, argenterie e pezzi di antiquariato ecc. in essi contenuti, nulla escluso, perché venga adibita a piccolo museo”.
La Villa, oggi Casa-Museo Giordano Scalvi, fu commissionata da Santo Corridori (donde la denominazione della villa stessa), nonno della signora Giordano.

### Descrizione della villa
La struttura della villa, a pianta quadrata, si sviluppa su due piani fuori terra di cui il primo rialzato, un piano seminterrato, un ampio sottotetto e una torretta angolare panoramica, con aperture chiuse da un arco a tutto sesto. Sui quattro lati della torretta troviamo incise, su un lato, la scritta “Erecta anno 1912”, mentre sui restanti lati sono incisi dei motti latini: “Non timeo adversa”; “Labor omnia vincit” (il lavoro vince su tutto); “Flangar non flectar” (Mi piego ma non mi spezzo). I prospetti sono scanditi da un bugnato a fasce larghe; nella zona corrispondente al terzo piano troviamo delle caratteristiche finestre a forma circolare. Ad impreziosire la facciata principale una sorta di pronao con quattro colonne in stile ionico sorregge una terrazza con cornicione decorato con uno stemma con incise le lettere SC (Santo Corridori).

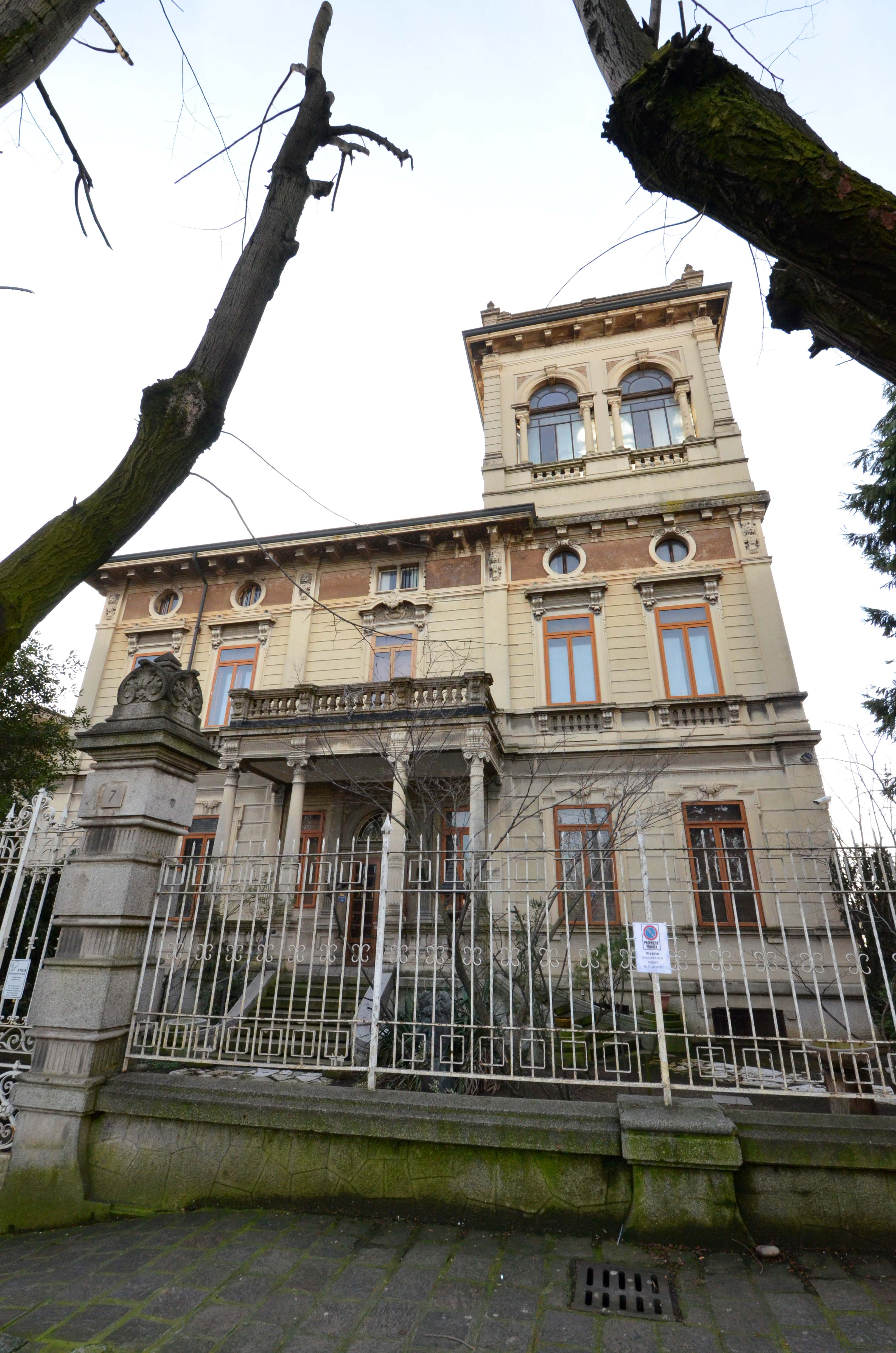
Esterni della casa-museo Giordano Scalvi (ex villa Corridori)

Varcato il cancello pedonale, sorretto da pilastrini in arenaria, un breve vialetto conduce ad una scalinata che termina sotto al portico dove si apre il portoncino d’entrata. Sulla soglia si è accolti dalla scritta “SALVE” disegnata a terra, e si entra nel grande atrio rettangolare con pavimento in marmi colorati con disegnati eleganti motivi e ricchi soffitti a cassettoni che incorniciano decorazioni ad affresco.
Lo spazio è diviso in tre zone e quella di mezzo è evidenziata da quattro grandi colonne in marmo rosso con basamenti parallelepipedi grigi disegnano la centralità dello spazio. Più in fondo una vetrata divide l’ambiente creando un disimpegno con un’altra sala da pranzo più informale, da cui si accede alla cucina e ad una camera da letto. I serramenti interni hanno battenti, cornici e sovrapporta in legno verniciato di bianco. Dall’atrio si aprono numerosi ambienti tra cui la sala da pranzo in stile neorinascimentale con parquet, tendaggi e tappezzeria rossa damascata, mobili antichi, soffitto riccamente decorato con stucchi; il salottino sui toni del giallo, con soffitto in stucco e finestre con vetri policromi. Dal grande atrio centrale si sale, tramite uno scalone monumentale al primo piano adibito a zona notte.
La scala, essendo collocata nel ‘cuore della casa’ diventa elemento di decorazione dell’ambiente. É illuminata da due grandi finestroni dalle linee pulite con vetri colorati azzurri e gialli. I gradini sono in marmo rosso, mentre la ringhiera, con corrimano in legno, è in ferro battuto lavorato con semplici elementi lineari dove si inseriscono elementi dorati. Giunti al secondo piano Anche qui il soffitto è decorato con cassettoni che incorniciano dipinti come questo raffigurante dei putti che giocano tra ghirlande di fiori. Il grande disimpegno è il punto di raccordo delle stanze separate da pareti, anche vetrate (il guardaroba, una piccola sala, uno studio) e una porta conduce al disimpegno con bagno e una camera da letto.

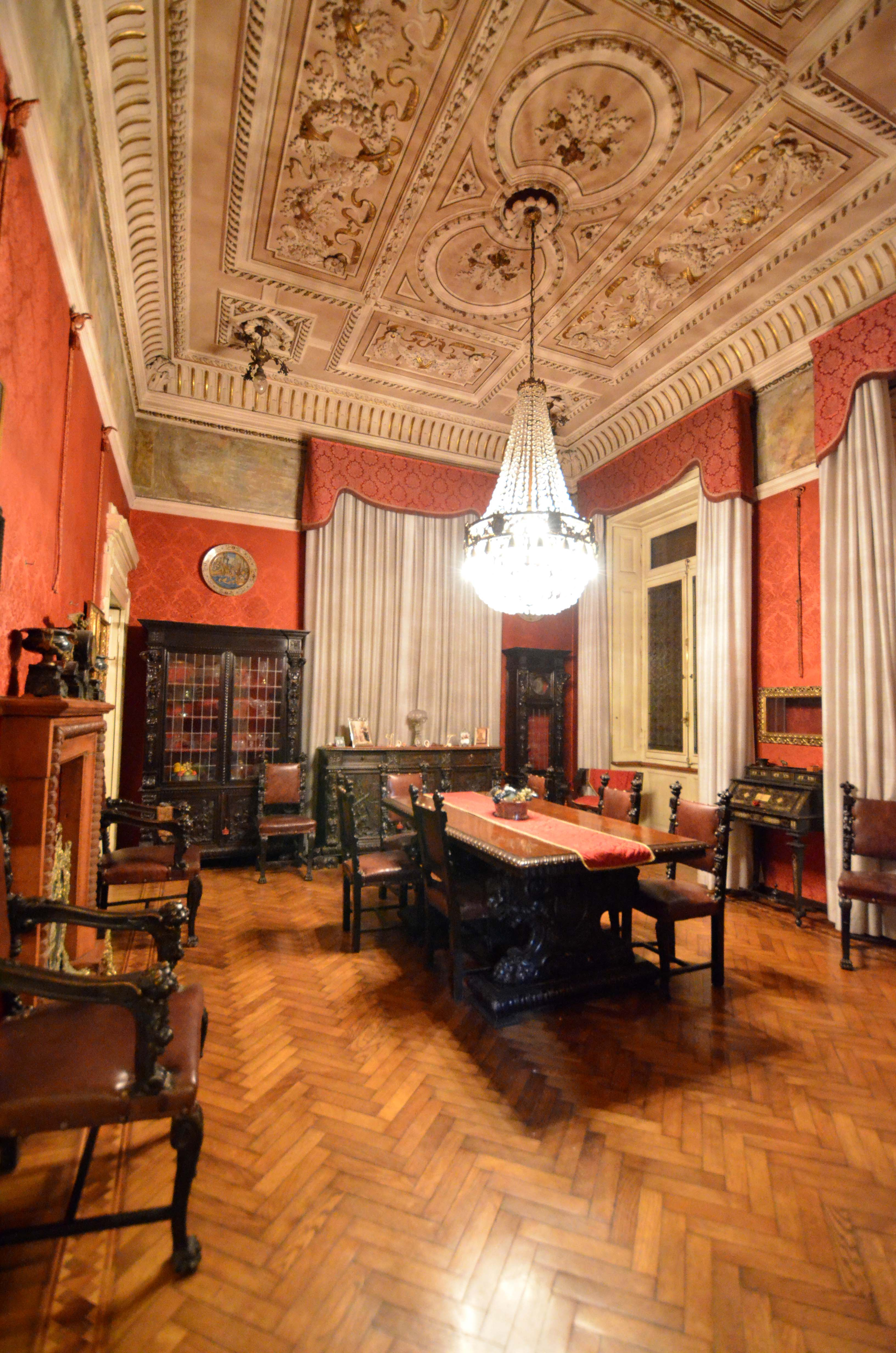
Sala da pranzo della casa-museo Giordano Scalvi (ex villa Corridori)

Ovunque gli ambienti sono impreziositi da mobili in stile come tavolini, poltroncine e vetrinette e piattiere in cui fanno sfoggio i suppellettili e gli oggetti da collezione raccolti dai proprietari: porcellane delicatissime di Capodimonte, Limonges e Meissen, raffinati vetri di Lalique, ori sciti, vasi greci ed etruschi, preziose argenterie.
È noto infatti la passione per il collezionismo dell’ultima proprietaria della villa che custodiva con amore, oltre già quanto menzionato una raccolta di circa 800 presepi tra cui alcuni preziosi esemplari del ‘700 napoletano.
Dallo spazio centrale del secondo piano grazie ad una piccola scala, si giunge al sottotetto e ancora più su, alla torretta panoramica dove si ha una splendida vista a 360 gradi sulla città di Chiari.

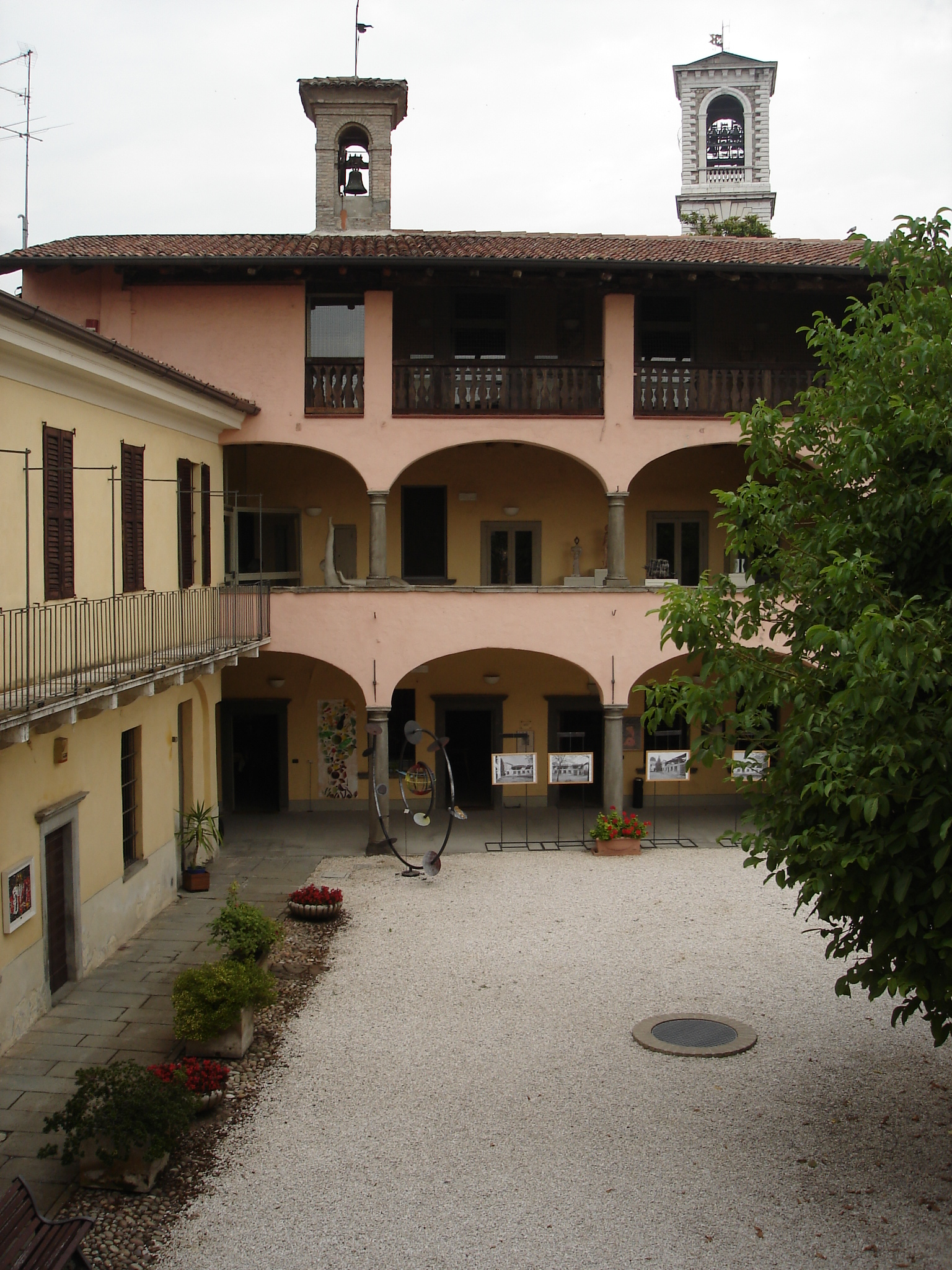
Cortile interno della Fondazione
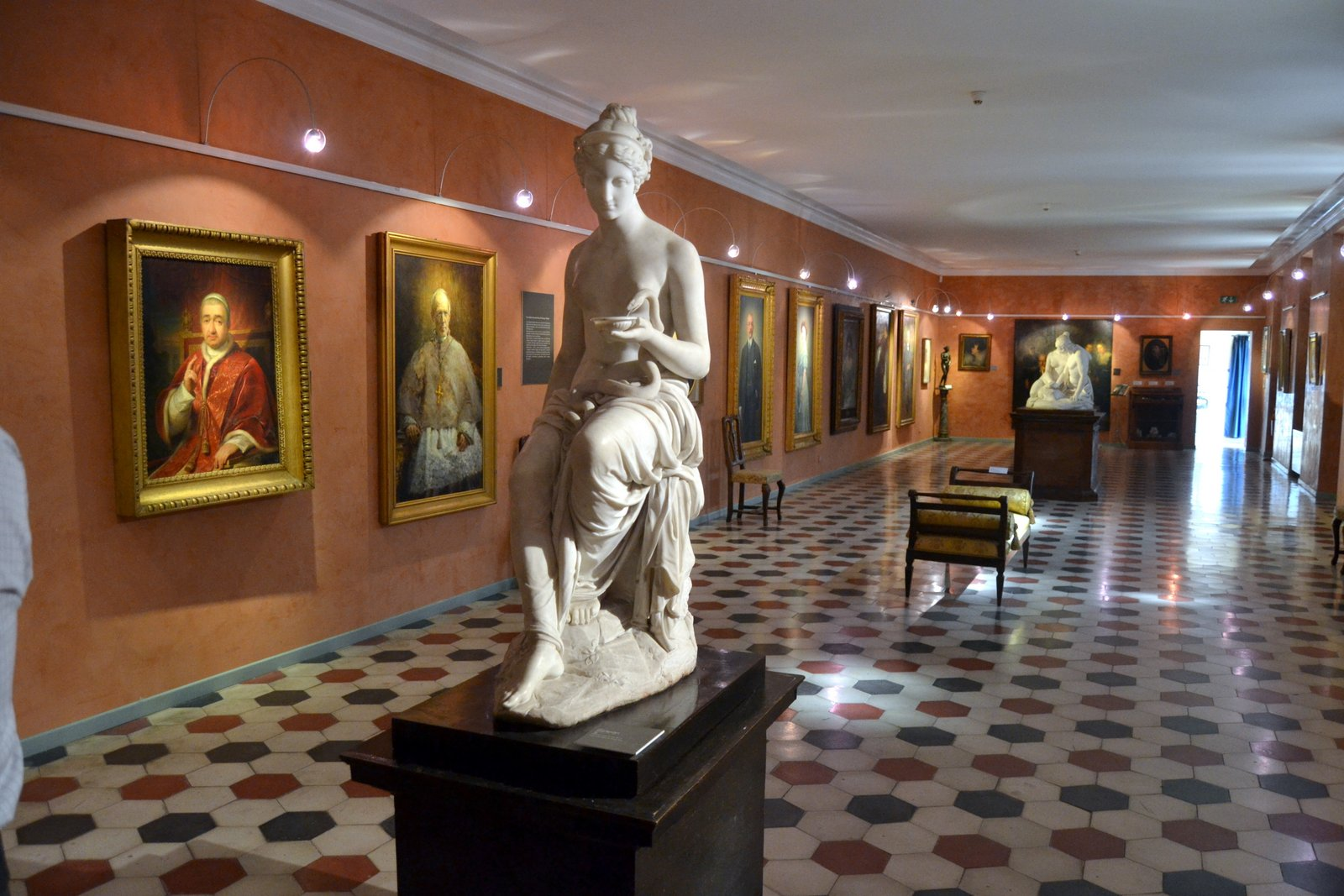
Galleria dei ritratti; in primo piano Igea dello scultore ravennate Gaetano Monti
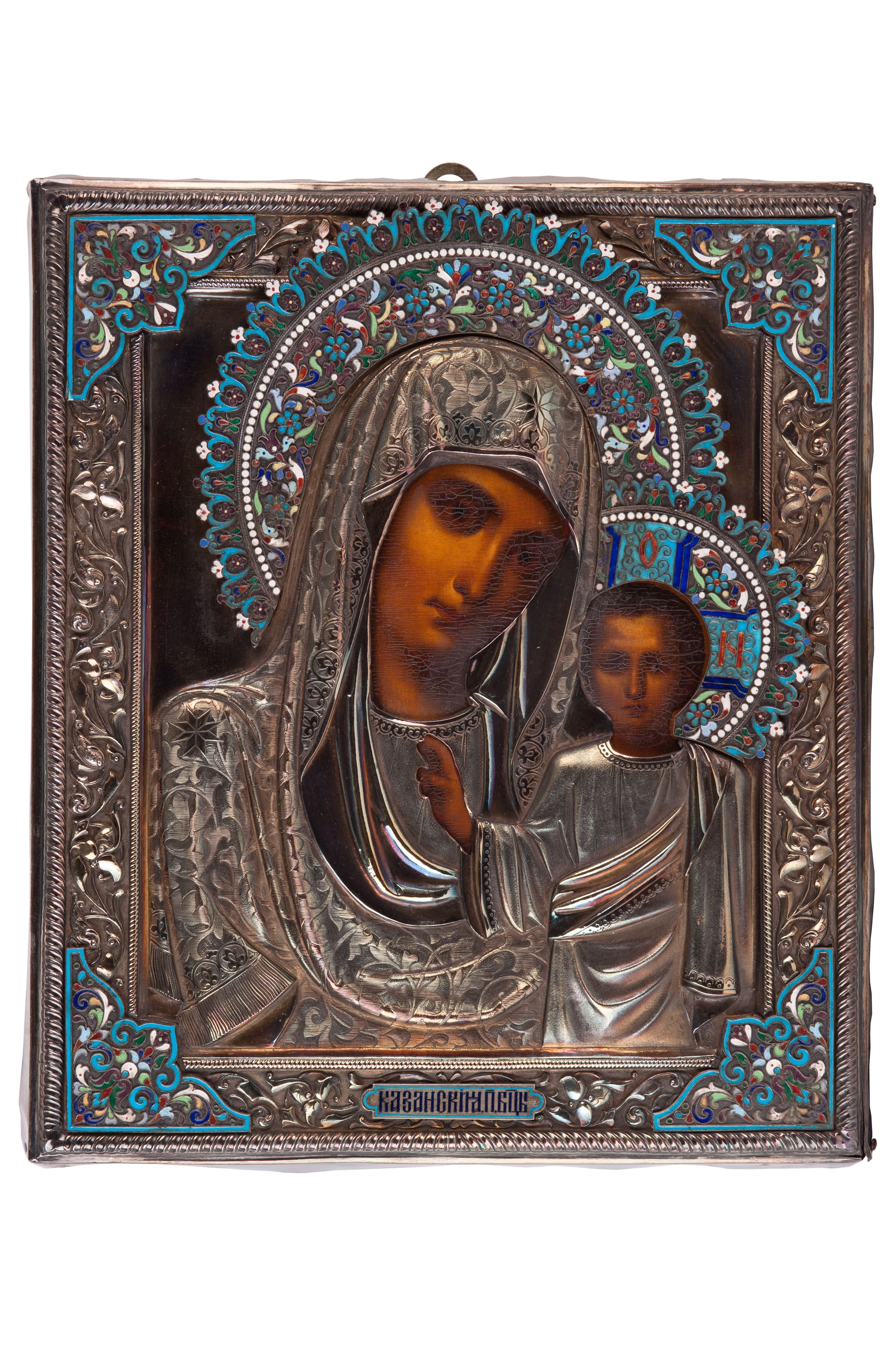
Madre di Dio di Kazan con riza in argento e applicazioni in smalti cloisonnés, inizi XX secolo